# Nachal Mingar
Nachal Mingar (hebrejsky נחל מנגר) je vádí v jižním Izraeli, v centrální části Negevské pouště.
Začíná v nadmořské výšce okolo 600 metrů na svazích hory Har Ecem v pohoří Reches Jerucham. Směřuje pak k jihozápadu kopcovitou pouštní krajinou. Zleva, od jihu, přijímá vádí Nachal Elem a ústí zleva do vádí Nachal Secher.